# Olivier Sainsère
Olivier Sainsère, né le 9 septembre 1852 à Bar-le-Duc et mort le 7 septembre 1923 à Paris, est un homme politique de la IIIe République et un amateur d'art, important collectionneur et mécène de nombreux artistes dont Picasso ; sa collection a enrichi les musées du Louvre, Carnavalet et d'Orsay.

## Biographie

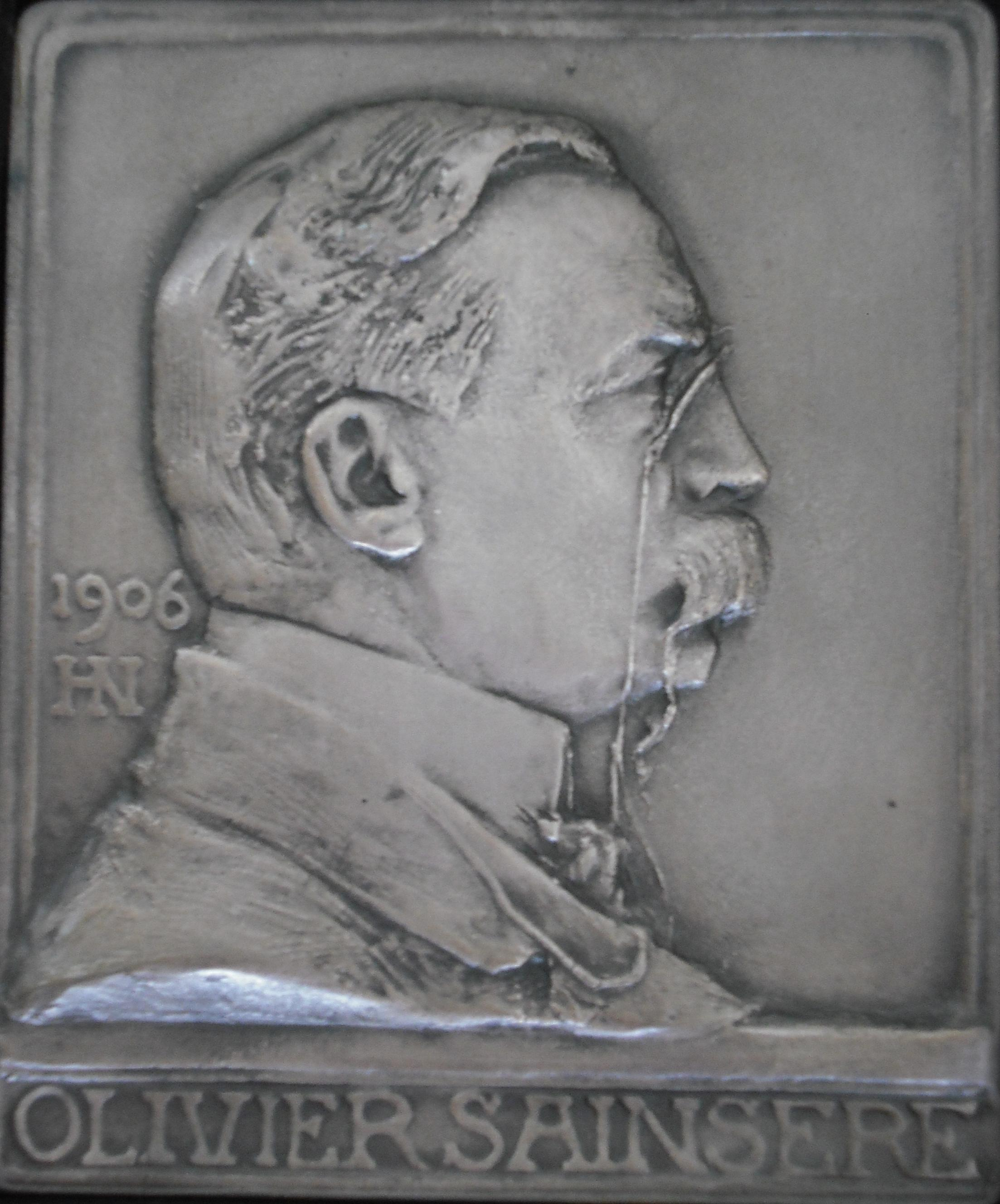
Médaille représentant Olivier Sainsère en 1906.

Olivier Marie Sainsère est le fils de Louis Sainsère (1811-1860), important homme politique de Lorraine, ancien maire de Bar-le-Duc, et de Thérèse Eugénie Andrée. La famille Sainsère appartenant à l'ancienne noblesse danoise, quitte le Danemark vers 1500, exilée à la suite de troubles religieux[réf. nécessaire], elle s'établit en Normandie aux environs de Caen puis, vers 1700, la branche aînée vint se fixer à Vaucouleurs où ils devinrent marchands de chevaux et amassèrent des biens considérables.
Il épousa le 1er juin 1881 Anne Marie Henry, issue d'une famille d'industriels (teinturerie) de Lorraine.
Il fit ses études à Bar-le-Duc où il se lia d'amitié avec Raymond Poincaré alors président du Conseil.
Il fut préfet à 39 ans, conseiller d'État à 43, jurisconsulte, secrétaire général de la présidence de la République, sous-préfet de Fontainebleau, Président du Conseil des juges de peinture et membre correspondant de l'Institut de France (ses autres fonctions sont détaillées plus bas).
Homme du monde, il eut pour ami entre autres Raymond Poincaré, Pablo Picasso et Édouard Pailleron.

« [...] Il était membre de la plupart des grands conseils, si l'on ose dire des parlements de l'Art : il appartenait au conseil des musées nationaux, à la commission des monuments historiques, il apportait à ces assemblées sa sagesse avertie et sa forte conviction. Il n'aimait pas l'art uniquement d'une passion théorique. Il s'était entouré de chefs-d'œuvre choisis avec un goût infaillible. Chez lui, les Monet voisinent avec les Seurat, les Henri-Edmond Cross avec les Pierre Bonnard, les Gauguin avec les Pissarro, les Signac avec les Maurice Denis, les K.-X. Roussel avec les Derain, les Degas avec les Vuillard, les Toulouse-Lautrec avec les Marquet, les Henri Matisse avec les Picasso, les Renoir avec les Redon, les Guillaumin avec les Rappa, les Maximilien Luce avec les Angrand. Grand défenseur des arts techniques, il avait réuni d'admirables objets d'art : non point de ces joyaux réservés aux nababs, mais des chefs-d'œuvre de goût et d'invention. Il avait de très beaux Decœurs, de somptueux Métheys, il avait été des premiers amateurs de Maurice Marinot. L'exposition de 1925 eût trouvé en Olivier Sainsère un conseiller éprouvé. La mort de ce galant homme n'afflige pas seulement ses amis ; elle est une perte publique. »

— Extrait du Bulletin de la Vie artistique no 18 du 15 septembre 1925

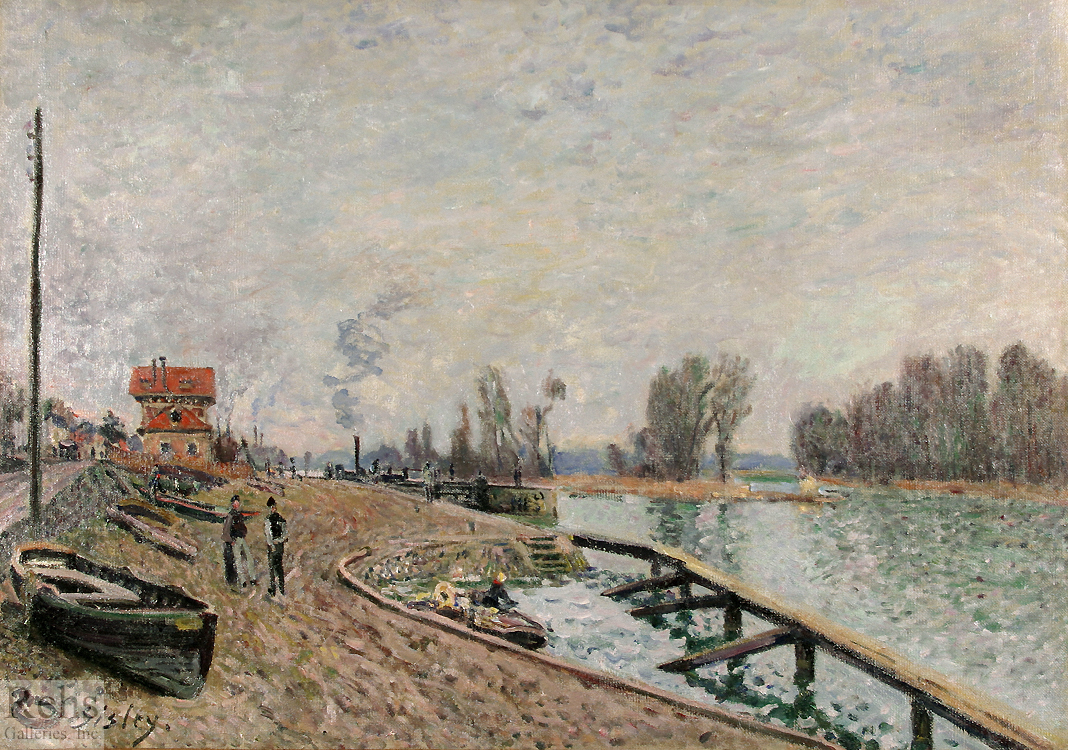
La Seine à Suresnes par Alfred Sisley, ancienne collection d'Olivier Sainsère.

Il devint un des mécènes de Pablo Picasso qu'il découvrit[Quand ?] à travers la galerie Berthe Weill, Sainsère fréquenta son atelier à l'époque de Fernande Olivier, et y fit de nombreuses acquisitions... Picasso doit à Olivier Sainsère sa régularisation de papiers de séjour en France, sa protection au moment de l'affaire du vol de La Joconde, et sa rencontre avec le docteur Julien, responsable de la prison Saint-Lazare. Sainsère incita d'ailleurs Picasso à porter un regard sur la condition des femmes emprisonnées qui devinrent une source d'inspiration de la période bleue de l'artiste.
Amateur de beaux livres, son rôle est moins connu dans ce domaine, bien qu'il ait été l'un des membres fondateurs des Cent Bibliophiles et qu'il se soit occupé avec P. Dauze de la publication du Livre de la jungle illustré par Paul Jouve.
Il est inhumé au cimetière du Père-Lachaise (41e division).

## Décorations
- Grand officier de la Légion d'honneur
  - Grand officier, 30 décembre 1918.
  - Commandeur, 31 août 1897.
  - Officier, 26 juillet 1893.
  - Chevalier, 12 janvier 1892.
- Officier d'académie, 31 décembre 1889.
- Officier de l'Instruction publique, 12 janvier 1895[6].
- Chevalier de l'ordre du Mérite agricole, 15 novembre 1893.
- Grand officier de l'Ordre du Dragon d'Annam, 14 juillet 1894.
  - Officier, 20 août 1888.
- Commandeur de l'Ordre royal du Cambodge, 14 juillet 1893.
  - Officier, 7 juillet 1889.
- Grand-croix de l'ordre de l'Étoile noire, 7 mars 1905.
- Grand officier du Nichan-Iftikhar, 31 août 1907.
  - Commandeur, 5 octobre 1889.
- Grand officier du Nichan-el-Anouar, 14 août 1894.
- Grand-croix de l'Ordre impérial de François-Joseph d'Autriche, 18 août 1898.
- Grand officier de l'ordre de Léopold, juillet 1919.
- Chevalier grand-croix de l'ordre royal de Victoria, novembre 1918.
- Chevalier de 2e classe de l'Ordre de Saint-Stanislas de Russie avec plaque, 1889.
- Chevalier de 1re classe de l'Ordre de Saint-Stanislas de Russie, 1894.
- Décoration de 1re classe de l'Ordre impérial du Trésor sacré du Japon, 9 novembre 1918.
- Décoration de 2e classe de l'ordre de l'Osmanié, 11 décembre 1894.
- Décoration de 1re classe de l'Ordre du Médjidié, 10 décembre 1895.

## Fonctions

### Divers
- Avocat
- Conseiller de préfecture de la Haute-Saône en 1879.
- Sous-préfet de Loudéac 1880
- Sous-préfet de Coulommiers en 1880
- Sous-préfet de Louviers en 1882
- Sous-préfet de Dieppe en 1884
- Sous-préfet de Lunéville en 1886
- Sous-préfet de Fontainebleau en 1888
- Préfet du Loir-et-Cher en 1889
- Jurisconsulte.
- Nommé directeur de cabinet d'Émile Loubet le 12 décembre 1892.
- Receveur-Percepteur à Paris 1e en 1893.
- Directeur du cabinet et du personnel de 1894 à 1898.
- Conseiller d'État de 1896 à 1913.
- Secrétaire général de la présidence de la République française de 1915 à 1920.

### Ministère de l'Intérieur
- Vice-Président de la Commission chargée de la réorganisation de l'administration centrale.
- Membre de la Commission de surveillance des loteries.
- Membre de la Commission de la répartition des crédits destinés à réparer les dommages causés par les orages et les inondations.
- Membre de la Commission des répartitions du crédit des tremblements de terre.
- Vice-Président de la Commission des automobiles.
- Membre du Conseil supérieur des sociétés de secours mutuels.
- Membre de la Commission du Bureau de bienfaisance à la Mairie du VIIIe.

### Ministère des Affaires étrangères
- Membre du Comité consultatif du Contentieux au Ministère des Affaires étrangères.

### Ministère de l'Agriculture
- Membre du Comité consultatif des épizooties.

### Ministère des Colonies
- Président de la Commission chargée d'examiner les demandes d'admission à l'École coloniale.

### Ministère du Commerce, de l'Industrie et des Postes
- Membre du Conseil supérieur de l'enseignement technique.
- Membre de la Commission supérieure du travail dans l'industrie.
- Vice-Président de la Commission des chèques postaux.
- Président de la Commission de contrôle des primes à la filature de soie.

### Ministère des Finances
- Membre de la Commission centrale des bureaux de tabac.
- Membre de la Commission chargée d'examiner la situation comparative des ouvriers de l'État.
- Membre de la Commission des règlements des retraites.
- Membre de la Commission supérieure des retraites pour la vieillesse.

### Ministère de la Guerre
- Membre du Comité de la Fédération nationale des mutilés des armées de terre et de mer.

### Ministère de la Marine
- Membre du Conseil supérieur de la navigation maritime.

### Ministère des Travaux publics
- Membre de la Commission mixte des travaux publics.
- Membre de la Commission des chemins de fer tunisiens.
- Membre du Comité consultatif des chemins de fer.
- Président de la Commission des ponts vicinaux.

### Ville de Paris
- Président de la Commission des abattoirs.
- Président de la Commission des chaussées de Paris.
- Président de la Commission des bateaux-lavoirs.

## Beaux-Arts
- Membre du Conseil supérieur des beaux-arts.
- Président du Conseil d'administration du Musée Rodin.
- Président de l'Association des Amis du Luxembourg.
- Président de la Société des Amis des artistes, 1915-1919.
- Vice-Président de l'Union centrale des arts décoratifs.
- Vice-Président du Comité de l'Exposition de l'estampe originale, 1897.
- Membre d'honneur de la Société internationale de la gravure originale en noir.
- Membre d'honneur de la Société de la gravure sur bois originale.
- Membre d'honneur de la Société des artistes indépendants.
- Membre du Comité de la Société du bibelot.
- Membre du Comité des amis du Louvre.
- Membre de la Société des amateurs indépendants.
- Membre du Comité des Amis de Carrière.
- Membre du Comité de la Société des cent bibliophiles.
- Membre du Comité de la Société du livre contemporain.
- Membre du Jury de peinture du Comité international olympique.
- Membre du Comité d'admission de la Classe 102 au groupe XVI à l'Exposition universelle de 1900 (1897).
- Membre de la Commission consultative de l'Exposition internationale des Arts Décoratifs et industriels modernes.
- Membre de la Commission de l'Union des artistes français et étrangers.
- Membre de l'Association française d'expansion et d'échanges artistiques.
- Membre du Comité d'admission à l'Exposition internationale de Saint-Louis (Section Beaux-Arts).
- Membre de la Commission des expositions rétrospectives des Beaux-Arts et des Arts décoratifs à l'Exposition universelle de 1900.
- Membre de la Commission des travaux d'art (Musées et Expositions).
- Membre de la Commission d'acquisition du Musée Carnavalet.
- Membre de la Commission de la Manufacture nationale des Gobelins.
- Membre du Jury d'Admission à l'Exposition universelle et internationale de Bruxelles en 1897.
- Membre du Jury d'admission à l'Exposition internationale des beaux-arts de Rome.
- Membre de la Commission d'achat aux expositions et Société des artistes français et des beaux-arts.
- Membre de la Commission des musées de province.
- Membre de la Commission des Monuments historiques.
- Comité du Buste de Carpeaux.
- Membre d'honneur au Salon d'automne.
- Membre du Comité Gustave Larroumet.
- Membre du Jury de céramique de l'Exposition de Saint-Pétersbourg de 1900.
- Membre du Comité de la Société de la défense artistique de la France.
- Membre de la Société des soixante lithographes.
- Membre du Comité de la Société de l'Illustration.
- Membre du Comité Cézanne.
- Membre de la Société de protection des paysages.

## Conseils d'administration
De 1913 à 1923, Olivier Sainsère fut conseil des administrations suivantes :
- De la Compagnie des assurances universelles.
- De la Banque française.
- De la Banque nationale de Crédit.
- Des Chantiers de Penhoët et de Saint-Nazaire.
- Des Consortiums du Nord.
- De la Compagnie générale transatlantique.
- Du Crédit foncier de Syrie.
- De la Compagnie des chemins de fer de l'Est.
- De la Gallo-Britannique.
- De la Grand'Combe.
- De la Société industrielle de produits chimiques.
- De la Société anonyme des mines de Bouligny.
- De l'Omnium maritime.
- Des Pétroles d'Algérie (Société d'études et de recherches).
- Des Recherches minières d'Alsace-Lorraine.
- De la Renasterea.
- De la Réunion française.
- De la Société de la métallurgie de Sambre et Moselle.
- De Silva Plana.
- De l'Urbaine-Vie.
- De l'Urbaine-Incendie.
- de l'Urbaine-Accidents.